# Comarca de los Alerces
El área de incumbencia de la Comarca de los Alerces está inscripta en la Región Andino Patagónica Argentina. se caracteriza por la presencia del “Bosque Subantártico” que es una formación forestal templada fría, sub húmeda a húmeda, localizada en las laderas de ambas vertientes de la Cordillera Andina. Entre Argentina y Chile, ocupa una superficie aproximada de 12 millones de hectáreas. Limita al norte con la Provincia Fitogeográfica “Chilena” y al este con la “Estepa Patagónica”. Casi 50% del total de la región está cubierta por bosques espontáneos, con unos 375 géneros vegetales en una extensión de 30.930 km². El resto corresponde a zonas de alta montaña, valles con pastizales, claros naturales, espacios destinados a cultivos, espejos de agua, campos de hielo, centros urbanos, caminos, etc.
El relieve de la región es pronunciado, en donde los valles tienen una altitud promedio de 500 m s. n. m. y están limitados por cordones montañosos de orientación N - S con altitudes algo superiores a los 2.000 m s.n.m (Cordón de Maitén, Cordón de Cholila, Cordón de Leleque, Cordón Esquel, Cordón Kaquel). Esta orografía controla el drenaje de los Ríos Chubut y Tecka (Cuenca Atlántica) y de los Ríos Percey, Esquel, Corintos y Corcovado (Cuenca Pacífica).
Sobre esta comarca se asienta en el oeste el Parque nacional Los Alerces, ocupando más de un tercio de la zona, caracterizado por los cordones montañosos de color verde y el turismo.

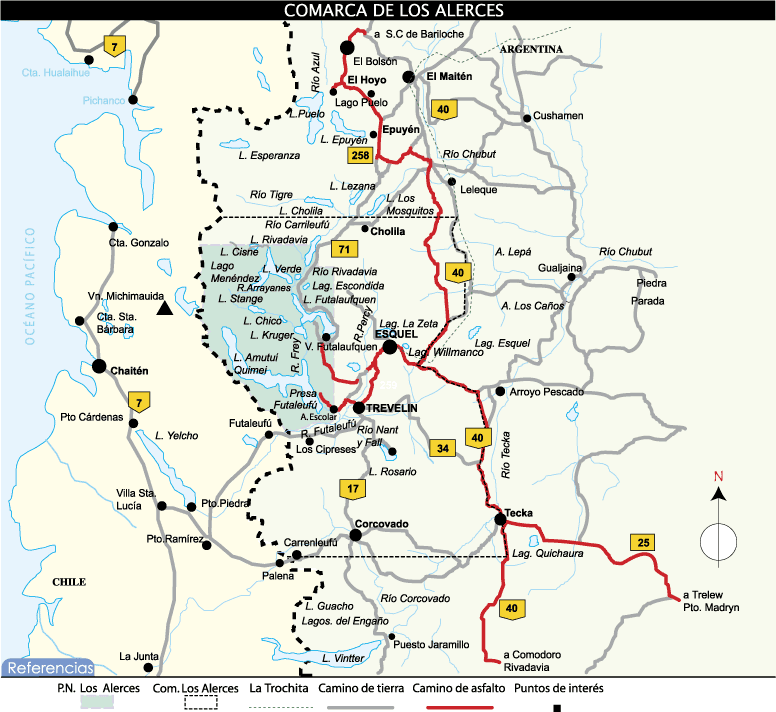
Mapa de la comarca

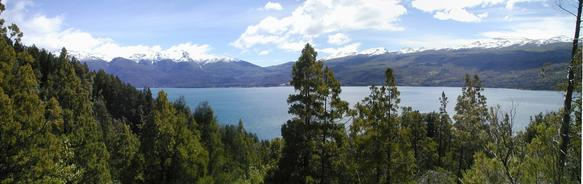
Lago Futalaufquen

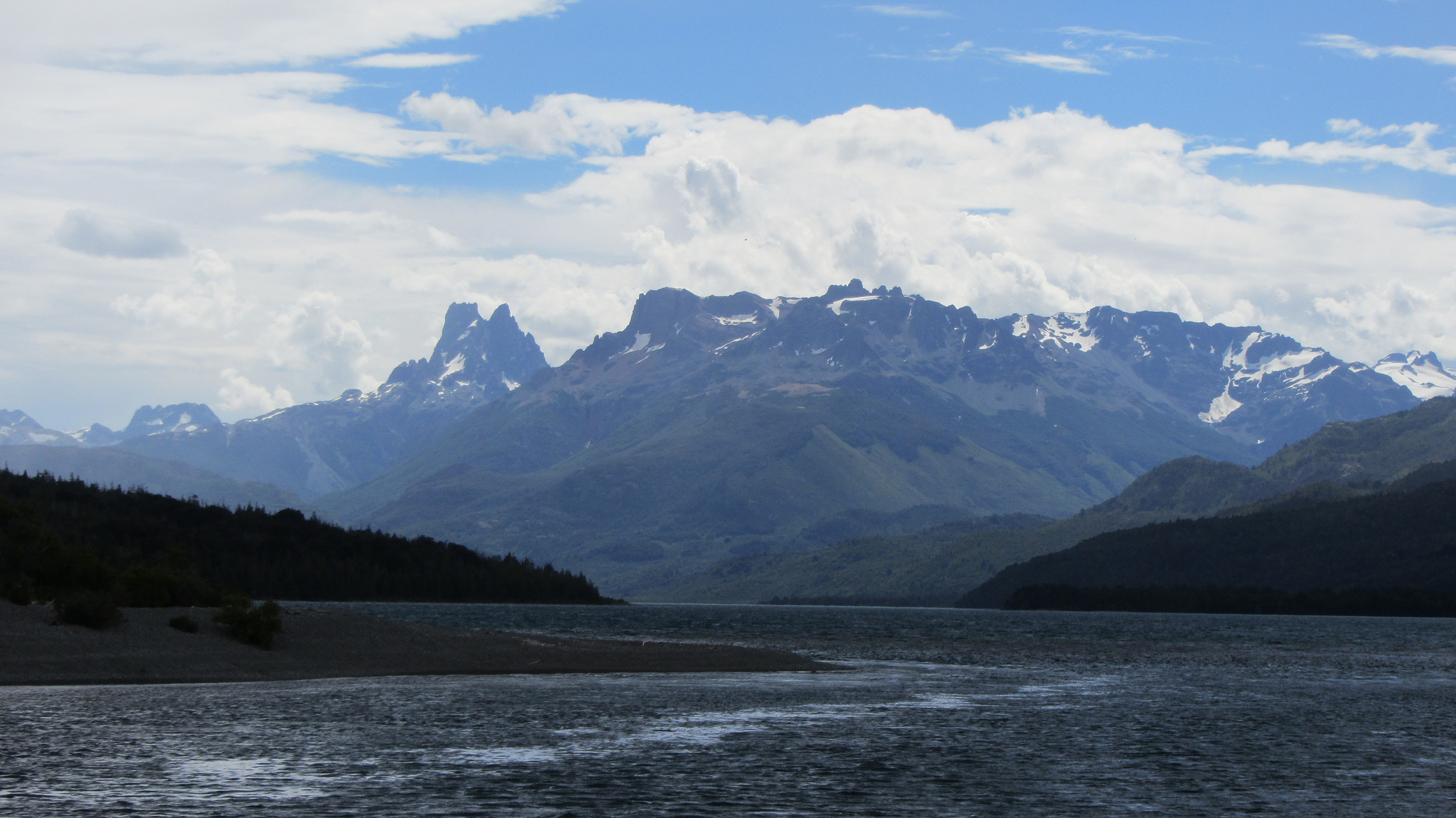
Lago Cholila

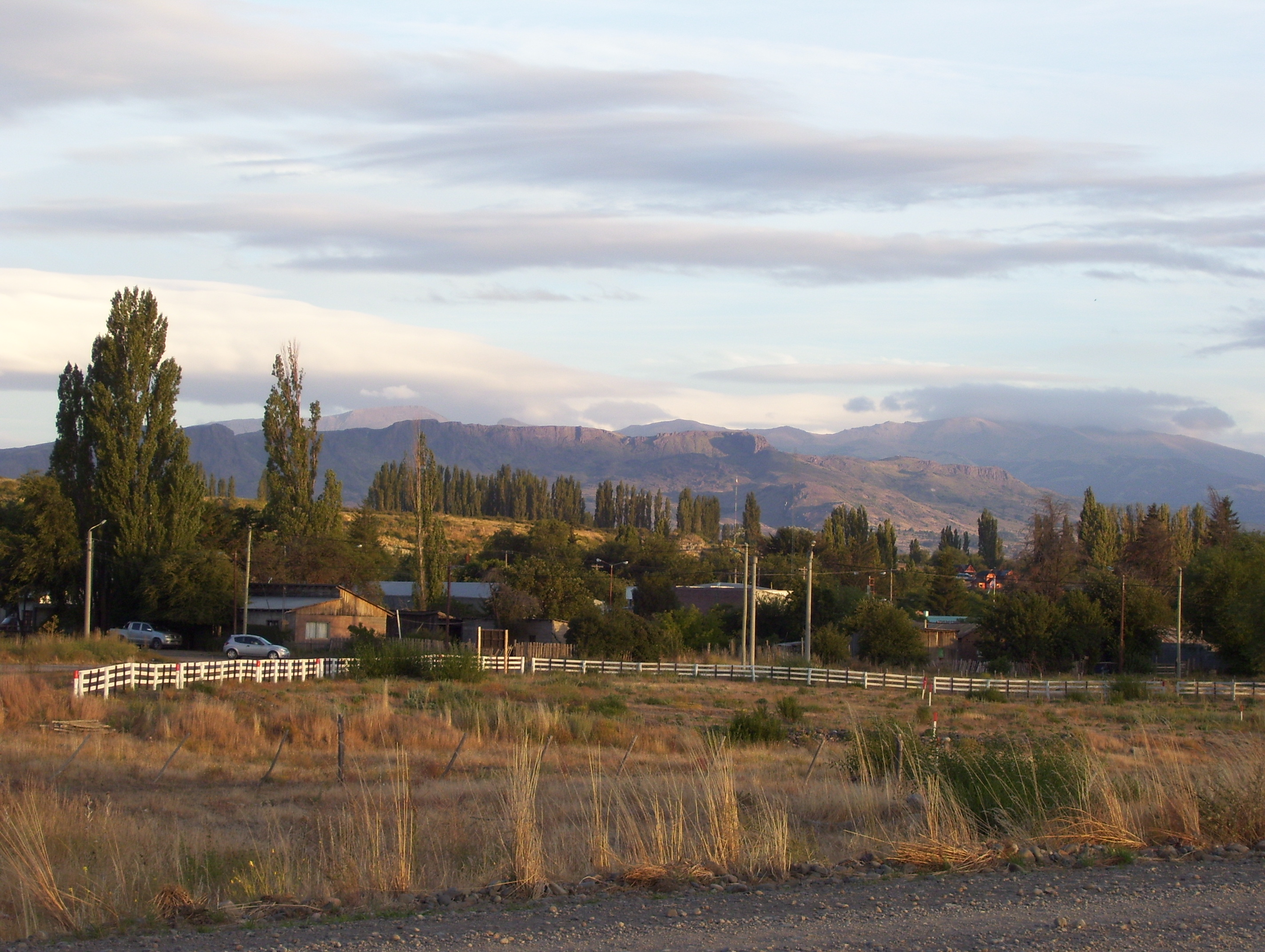
Valle 16 de Octubre en Trevelin

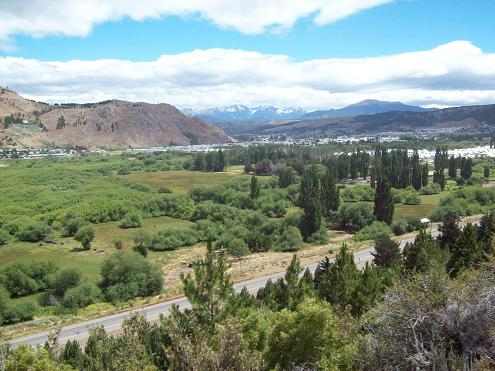
Vista a Esquel desde La Trochita

## Agua
Los recursos hídricos de la Comarca de los Alerces están representados principalmente por los ambientes involucrados en la cuenca del Futaleufú-Yelcho. Esta cuenca es un sistema de vertiente Pacífica que se desarrolla, en el sector argentino, en una superficie cercana a los 6.800 km². La cuenca involucraba originalmente 35 lagos naturales con una superficie aproximada de 314 km² de espejos y lagos. Desde el punto de vista climático, es una zona típica de precipitaciones invernales, con lo que se alterna un invierno lluvioso y con nevadas, que permiten la realización de deportes de invierno, con veranos soleados y secos, con alto riesgo de ocurrencia de incendios forestales y de pastizales.

## Población
La comarca concentra buena parte de la población en la zona norte, donde se asientan Esquel y Trevelin, se conforma en el Departamento Cushamen, Futaleufú y Languiñeo.
| Municipio          | Población (2010) | Población (2001) |
| ------------------ | ---------------- | ---------------- |
| Esquel             | 32 758           | 28 486           |
| Trevelin           | 7 908            | 5 802            |
| Cholila            | 2 228            | 1 286            |
| Corcovado          | 1 820            | 1 644            |
| Tecka              | 1 237            | 955              |
| Villa Futalaufquen | 28               |                  |
| Carrenleufú        | 317              | 287              |

## Economía
Desde principios del siglo XX, la actividad productiva tradicional de la Comarca han sido la ganadería y la explotación forestal del bosque nativo. A fines de ese siglo, han comenzado a surgir actividades no tradicionales intensivas.
El sistema productivo característico de la región cordillerana es el ganadero ovino-bovino, en el que conviven ambos tipos de ganado, posibilitando contar con mayor gama de productos e ingresos en diferentes épocas del año. La orientación productiva es la lana y cría vacuna. Las principales zonas ganaderas están en el valle de Cholila, la zona de Río Frío y el Valle 16 de Octubre. La crisis del sector lanero manifestado en la última década, ha provocado casi la desaparición de la ganadería ovina en importantes áreas de la Comarca y el cambio de numerosos productores de ovejas a vacas. También ha surgido la necesidad de diversificar la producción, con experiencias en cría de zorros o engorde intensivo de novillos.
Los recursos forestales ostentan una posición de privilegio, considerando que la superficie cubierta por bosques comprende 50% del área total. De esta superficie, los bosques nativos ocupan 310.000 ha y las zonas forestadas aproximadamente 14.000 ha.
En cuanto a la actividad agrícola, en 1996 se cultivaron 1000 ha de cebada, se cultiva alfalfa y cereales asociados a la cría o engorde de vacunos y existen pequeñas explotaciones hortícolas, que no alcanzan a abastecer el consumo de Esquel y Trevelin durante los meses estivales.
La aptitud agrícola reconocida de estos sitios para las producciones intensivas, con excepción de la horticultura. En estas condiciones se encuentran pequeñas superficies con frambuesa, frutales tales como ciruela, manzanos, perales y cerezos. También se ha ganado experiencia en el cultivo de ajos, tulipanes y plantines de frutilla. A modo experimental se ha evaluado el comportamiento del lúpulo.
Otras actividades de cierta potencialidad en la zona son la acuicultura con los debidos controles y limitados a ciertos ambientes y la explotación minera. Los minerales metalíferos en el Chubut se presentan vinculados a rocas volcánicas de edad jurásica en una asociación típica de sulfuros de plomo-cinc-cobre con diverso contenido de oro-plata en vetas cuarzosas. Desde 1992, con la creación de nuevos marcos legales nacionales y provinciales, se han generado condiciones para acceder a grandes áreas de explotación. En
el contexto provincial la Comarca es la región con más solicitudes de exploración para minería.

## Turismo
La demanda turística presenta un importante incremento en los últimos años. En especial desde 1996 ha superado la duplicación de sus cifras. Entre 1986 y 1996 la comarca fue visitada por 30.000 turistas promedio al año, en la temporada 1997/1998 ingresaron más de 50.000 turistas y en 1998/1999 más de 70.000 turistas.
De las personas que visitan la comarca: 56% proceden Buenos Aires, 26% de provincias patagónicas, 11% de otras provincias (Córdoba, Santa Fe y Mendoza principalmente) y 7% son visitantes extranjeros. De los visitantes extranjeros 45% son de Chile y el 55% restante proceden principalmente de Alemania, Israel, Estados Unidos y Francia.
En cuanto a oferta turística los tres rubros de servicios básicos son: alojamiento, gastronomía, esparcimiento. La comarca cuenta con una oferta de alojamiento de 2.000 camas en más de 70 establecimientos. Se distribuyen: 1.300 camas en 46 hoteles, hospedajes, hosterías, posadas, etc., y casi 700 camas en 27 complejos de cabañas, bungalós y grupos departamentos. La mayor parte de la oferta se concentra en las ciudades de Esquel y Trevelin. Además se estiman 3.400 plazas en cámpines y refugios ofertadas en su mayoría en el Parque Nacional Los Alerces.

## Transporte
Las vías principales que comunican la comarca con el resto del territorio provincial y nacional, son la Ruta Nacional N.º 258 y la 40 (dirección N-S) y la Ruta Nacionales N.º 40 y 25 (dirección O-E), ambas rutas pavimentadas. En forma secundaria, el territorio es atravesado por las RP 71 y RP 17 y por la Ruta Nacional N.º 259, todas en dirección N-S. La red señalada comprende 130 kilómetros asfaltados y unos 300 km de caminos de ripio.
La comunicación aérea de la Comarca con otras jurisdicciones, se realiza a través del Aeropuerto Brigadier Antonio Parodi, ubicado en Esquel. En este aeropuerto operan cinco empresas aéreas: Andes Líneas Aéreas, Sol Líneas Aéreas; Cielos del sur S. A. (Aerolíneas Argentinas / Austral Líneas Aéreas), y Líneas Aéreas del Estado (LADE) con dos frecuencias semanales; uniendo a la Comarca con las ciudades de Buenos Aires, Bariloche, Comodoro Rivadavia, Trelew, Puerto Madryn y Neuquén.